# 시드의 노래

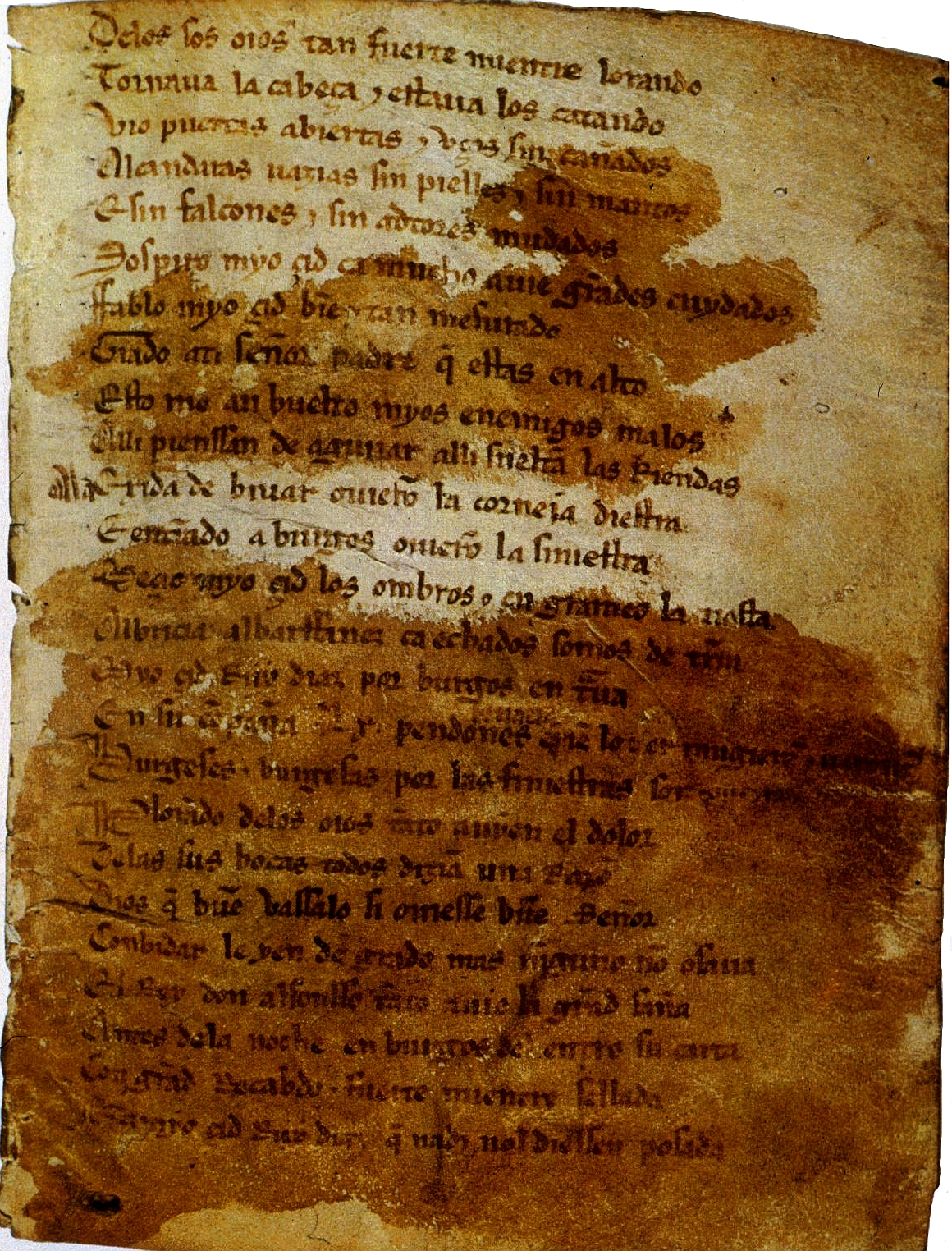

《시드의 노래》(스페인어: El Cantar de Mio Cid)는 현존하는 작품 중에 카스티야어로 되어있는 가장 오래된 작품이다. 1070년경 활약한 국민적 영웅 로드리고 디아스 데 비바르, 즉 시드 캄페아도르의 위업을 찬양한 무훈시(武勳詩)이다. 시드라는 말은 무어인(人)들의 주군(主君)을 뜻하는 말에서 나온 호칭이다. 이 영웅의 무용·명예·신앙·충성·가족애·동지애를 사실(史實)과 전설을 교묘하게 혼합시켜 노래하고 있다. 프랑스의 《롤랑의 노래》와 거의 같은 시대에 나온 서사시인데 이 작품은 그 내용에 있어서 훨씬 현실적이며, 표현형식에 있어 시로서 어느 정도 갖추어지지 않은 대신 오히려 소박하고 힘차 에스파냐 문학의 특징인 사실성(寫實性)이 이미 여기에 나타나 있다.

## 개요
스페인 국토회복 전쟁의 실제영웅 ‘엘 시드’의 무훈과 가족에 관한 이야기로서 1140년에 노래된 스페인 최초의 문학작품으로 평가받는 작품이다. 중세 스페인의 영웅 엘시드의 무용 찬가로 일명 ‘떠돌이 가수’들에 의해 공연되었던 구전문학이다. 역경과 고난을 극복하고 명예와 부를 쌓는 엘시드의 일대기가 운문 형식으로 서술되고 있다. 당대 실존 인물의 연대기를 읊은 것으로, 극적 재미를 위해 창작이 가미된 부분도 있지만 내용이 역사적 사실과 매우 근접하다는 게 특징이다. 엘시드가 왕으로부터 미움을 사 성 밖으로 쫓겨나는 것에서 이야기가 시작되고 있다.

## 떠돌이 가수
중세 서사시는 ‘떠돌이 가수’라고 부르는 이야기꾼들의 일이었고 그들이 하는 일을 ‘떠돌이 가수들의 일’이라는 문학의 한 장르로 정리하고 있다. 이를 승려들의 문학 작업인 ‘승려들의 일’과 함께 중세 문학을 이루는 두 개의 큰 맥으로 유럽 문학사는 기록하고 있다. 중세 지식의 보고는 수도원이었고 그 수도원의 임자는 승려였다. 이들의 문학 작업에 견주어 ‘떠돌이 가수들의 일’이라는 하나의 장르가 이루어진 것을 보면 그들이 유럽 문화사에서 차지하는 비중이 참으로 크다는 걸 알 수 있다. 현재의 텔레비전, 라디오, 신문과 같은 대중매체로서 이 마을 저 마을 이곳저곳을 돌아다니며 오락과 정보를 제공했던 그들은 인쇄술이 발명되기 전에 문학을 글이 아닌 입으로 전한 가수, 연극배우, 앵커, 아나운서였다. 음악을 반주로 곁들이기도 하고, 목소리를 바꿔 가며 모든 등장인물들의 역할을 혼자 소화하거나, 간단한 분장으로 청중들에게 현실감 있게 상황을 표현한 이 탁월한 이야기꾼들의 이야기는 중세 문학의 꽃이다.
남아있는 중세 필사본은 현재 스페인의 국립도서관에 보관되어 있다.

## 엘시드의 불운과 극에 다다르는 영광
현재 보관되어 있는 ≪엘시드의 노래 (El Cantar de Mío Cid)≫는 낡은 원고다. ≪엘시드의 노래≫는 1120년경에 구두로 만들어졌고 이후 1140년과 1160년 사이에 다양한 면에서 개작이 이루어졌으며, 페르 아바트가 복사한 원본은 내용이 완전히 고착된 1207년의 것으로 보고 있다. 엘시드, 본명 로드리고 디아스 데 비바르(Rodrigo Dí́az de Vivar)가 살아 있었던 때이거나 그의 사후 얼마 되지 않는 시점에, 그에 대한 이야기가 전통 시처럼 탄생되어 구두로 전파되다가 12세기 중순 이후에 문학에 소양이 있고 당시 스페인에 널리 유포된 프랑스 서사시에 대해 알고 있던 지식인들의 손에 의해 다듬어진 것으로 본다.
작품은 엘시드의 불운과 비참함으로 시작한다. 알폰소 왕이 부당하게 그를 추방한 것이다. 엘시드가 산초 왕을 모실 때 알폰소 왕과는 싸우기도 했지만, 산초 왕이 죽고 난 후 알폰소 왕에게 충성을 다했다. 청중은 엘시드가 추방되기 전의 무훈들을 이미 알고 있다. 알폰소 왕을 이겼다는 사실까지도 알고 있다. 그런데 이제 알폰소 왕이 엘시드의 모든 재산을 몰수하고 왕국 밖으로 그를 내쫓았다. 엘시드는 무엇보다도 자기를 따르는 몇 명의 부하들과 함께 먹고살 일이 막막했다. 그는 “빵을 얻기 위해(먹고살기 위해)” 무어인들과 또는 기독교인들과 싸워야 한다. 하지만 그의 불행은 승리로 극복되고, 비참함에서 힘 있는 자로 나아가면서 발렌시아를 정복해 그의 영광은 극에 다다른다. 군사상의 영광을 얻고 왕과 다시 화해를 하지만 이제 그 불행은 자기가 가장 사랑하는 대상, 가족에게로 떨어진다. 카리온 왕자들로부터 딸들이 모욕을 당한 것이다. 이런 설정을 통해 작가는 엘시드의 군사로서의 용맹과 군주에 대한 신하로서의 충성 위에 부인과 딸들에 대한 애정을 보여 주고자 했다. 실추된 명예를 회복하기 위한 톨레도 의회와 결투, 그리고 딸들을 “나바라와 아라곤의 왕자들과 결혼시킴으로써” 그의 명예는 더욱더 높아지게 된다. 그러니 “스페인의 왕들은 모두 친척”인 셈이다.

## 한국어 번역
- 정동섭 옮김, 《미오 시드의 노래》, 문학과 지성사, 2008년 11월 28일
- 안영옥 옮김, 《엘시드의 노래》, 지식을만드는지식, 2020년 4월 28일

## 같이 보기
- 로드리고 디아스 데 비바르